# Mieczysław Brożek
Mieczysław Brożek (ur. 11 kwietnia 1911 w Kaniowie, zm. 29 lutego 2000 w Krakowie) – polski filolog klasyczny, profesor Uniwersytetu Jagiellońskiego.

## Życiorys
Był synem Ludwika, maszynisty w kopalni węgla, i Marii z Wieczorków, jednym z siedmiorga rodzeństwa. Uczęszczał do szkoły ludowej w Czechowicach-Grabowicach, następnie ukończył szkołę średnią (gimnazjum klasyczne) w Pszczynie i w 1931 rozpoczął studia na Wydziale Filozoficznym Uniwersytetu Jagiellońskiego, uwieńczone dyplomem magisterskim w 1936. Bezpośrednio po ukończeniu studiów na macierzystej uczelni został starszym asystentem w Seminarium Filologii Klasycznej. W 1939 obronił przygotowaną pod kierunkiem Tadeusza Sinki rozprawę doktorską De Calliae tragoedia grammatica. Jednocześnie od 1937 uczył łaciny w krakowskich szkołach średnich.
6 listopada 1939 został aresztowany podczas Sonderaktion Krakau; przebywał w Sachsenhausen, a od marca 1940 w Dachau, gdzie doczekał zwolnienia z obozu 15 stycznia 1941. W obozie służył pomocą starszym aresztowanym, m.in. profesorowi Sewerynowi Hammerowi. Po powrocie do Krakowa włączył się w tajne nauczanie, na konspiracyjnym uniwersytecie prowadząc zajęcia z filologii klasycznej. Oficjalnie utrzymywał się z pracy kreślarza w urzędzie geologicznym, zdołał także sprzedać kilka obrazów, wykorzystując umiejętności rozwijane w latach szkolnych (po latach do malowania wrócił na emeryturze, był od 1983 członkiem Stowarzyszenia Plastyków Nieprofesjonalnych Ziemi Krakowskiej, w czerwcu 1984 wystawiał swoje prace w Klubie Środowiskowym „Zaułek” w Krakowie).
Po wojnie pozostał związany z Uniwersytetem Jagiellońskim; był kolejno starszym wykładowcą i adiunktem w Seminarium Filologii Klasycznej (które faktycznie uruchamiał po przerwie wojennej w lutym 1945), docentem (1955), profesorem nadzwyczajnym w Katedrze Filologii Klasycznej (1964). W 1972 otrzymał nominację na profesora zwyczajnego. W latach 1967–1977 kierował Katedrą Filologii Klasycznej, w latach 1954–1956 pełnił funkcję prodziekana Wydziału Filologicznego. W 1981 przeszedł na emeryturę.
W dorobku miał publikacje z zakresu literatury greckiej i łacińskiej (m.in. Historia literatury łacińskiej w starożytności. Zarys, 1961) oraz wczesnonowożytnej (O łacińskich elegiach Jana Kochanowskiego, 1991). Tłumaczył literaturę grecką (Pindar, Sofokles, Polibiusz, Plutarch) i łacińską (Terencjusz, Liwiusz, Lukan, Stacjusz), także dzieła Kopernika i Retyka. Był autorem wierszy po łacinie, za które wyróżniony został w 1962 przez Holenderską Akademię Nauk; część z wierszy powstała na cześć wybitnych filologów, np. Tadeusza Zielińskiego, Stanisława Pigonia, Zenona Klemensiewicza. W Polskim Słowniku Biograficznym zamieścił życiorys śląskiego literata, folklorysty i działacza społeczno-politycznego ks. Emanuela Grima (tom VIII). 
Był wieloletnim (od 1936) członkiem Polskiego Towarzystwa Filologicznego, m.in. sekretarzem (1937–1951) i przewodniczącym (1962–1976) Koła Krakowskiego; zasiadał też przez jakiś czas w Zarządzie Głównym Towarzystwa, które nadało mu członkostwo honorowe. Od 1946 był współpracownikiem Komisji Filologii Klasycznej Polskiej Akademii Umiejętności, w 1990 został przyjęty w poczet członków reaktywowanej Akademii. Brał też udział w pracach Komitetu Nauk o Kulturze Antycznej Polskiej Akademii Nauk oraz Komisji Historyczno-Literackiej Oddziału Krakowskiego PAN. Uczestniczył w szeregu kongresów międzynarodowych (m.in. Rzym, Jena, Budapeszt). 
Był dwukrotnie żonaty. Z Anną (1910–1985), córką gen. dyw. Wacława Fary, miał troje dzieci: Krzysztofa (ur. 1939), Marię (ur. 1942) i Celestyna (ur. 1946), z Krystyną Bogumiłą (1934–2007), córką profesora UJ Jana Weyssenhoffa, miał syna Jana (ur. 1970).
Zmarł 29 lutego 2000 w Krakowie, pochowany na cmentarzu Rakowickim (kwatera LXXII-10-8).

## Ordery i odznaczenia
- Krzyż Kawalerski Orderu Odrodzenia Polski (1974)
- Złoty Krzyż Zasługi (1956)
- Medal 40-lecia Polski Ludowej (1984)
- Medal Zwycięstwa i Wolności 1945
- Medal 10-lecia Polski Ludowej (15 stycznia 1955)[5]
- Medal Komisji Edukacji Narodowej (1974)
- Medal „Merentibus”
- Odznaka tytułu honorowego „Zasłużony Nauczyciel Polskiej Rzeczypospolitej Ludowej” (1978)
- Odznaka Grunwaldzka
- Złota Odznaka ZNP[6]
- Złota Odznaka „Za Pracę Społeczną dla miasta Krakowa” (27 października 1969)[7]

Źródło:.